# 吴凯文
吳凱文（英語：Kevin Wu，1990年6月12日－），台裔美国人，影片分享网站Youtube上的知名人物，在Youtube上的用户名是KevJumba。自2013年3月截止，在YouTube上已有超過286萬的訂閱人數。吳凱文先前曾於戴維斯加利福尼亞大學研讀电影學系，目前已經休學。

## KevJumba的YouTube之路
KevJumba為吳凱文在YouTube頻道上的稱號和使用名稱，Jumba這個稱號並沒有特別的典故，只是一些隨意拼湊的字彙。吳凱文的第一部影片為他在自家後院跳舞，自此他便在YouTube頻道上拍製許多有趣的影片。2007年3月吳凱文以「I Have to Deal With Stereotypes」這部影片榮登當時的YouTube首頁；在這部影片中，吳凱文以幽默逗趣的方式，談及他如何面對處理美國對亞裔人種的刻板印象，此片登上YouTube首頁之後，他的頻道觀眾也日漸增多。
吳凱文的父親Michael Wu在YouTube的名稱為PapaJumba，「Butthash Hero」為PapaJumba首次亮相，隨後凱文又在「I Love My Dad」的影片中惡整老爸，但也因此建立了兩人在YouTube的知名度，日後更以Team Jumba自稱。
在YouTube闖出名號後，吳凱文經常與其他YouTube名人合作，如:Ryan Higa、HappySlip、Wong Fu Produtions、David Choi等等，此外也有幾位非YouTube名人回應過凱文的影片，像是Ella Koon、Jessica Alba以及Baron Davis。2008年Davis在ibeatyou.com上創了一個瞪眼比賽，他先向凱文挑戰，隨即凱文也向潔西卡艾芭下戰帖，潔西卡也拍攝影片回應了凱文。
聞名全球的林書豪更是吳凱文的好友，在林書豪尚未成名前，就可在KevJumba的頻道影片中看到他的蹤影。
YTF Legacy為凱文和好友在2011年組成的表演團體，團員有Ryan Higa、Dominic "D-Trix" Sandoval、Victor King、Chester See、Andrew Garcia、JR Aquino；凱文則因為個人因素，在2012年宣布退團。

## 驚奇大挑戰
2010年五月、六月，凱文與爸爸參加了美國知名實境比賽節目，第十七季驚奇大挑戰 (The Amazing Race)，此節目於美國時間2010年9月26日首播。
吳凱文與爸爸組成TeamJumba分別在第二集和第六集中得到不錯的名次，在第三集的非淘汰賽為最後一名：第九名。 最終在第七集因違反規定被處罰延遲1個小時報到而慘遭淘汰，凱文也在影片中談及此事。

## 電影發展
電影事業一直是凱文想極力衝刺的事業之一，2012年凱文終於在夏威夷拍攝完成，並在網站上發行了第一部自己參與編導的電影「Hang Loose」。電影劇情敘述Kevin (吳凱文飾演)的一位平凡無奇, 傳統保守的亞裔美國人, 在剛剛離開高中, 經歷人生第一次分手後, 飛往了夏威夷參加姐姐的婚禮。婚禮前夕, 他和未來的姊夫Dante (Dante Basco飾演) 與身兼姊夫伴郎/大學同學三人, 一同前往姊夫的單身派對. 在派對中他們陰錯陽差遇上了聲名狼藉的毒販BJ (Justin Chon飾演), 最後引發了一連串的意外冒險, 度過了一個瘋狂的夜晚, 也改變了Kevin的一生。
隨後凱文又與好友Justin Chon在夏威夷拍攝了另一部電影「Man-up」。

## 其他頻道

### JumbaFund
JumbaFund為吳凱文在YouTube的次頻道，頻道除了紀錄凱文日常的生活外，尚有凱文參與慈善活動的相關影片。此外，JumbaFund頻道所賺取的款項，凱文也全數捐出做為慈善用途。

### YOMYOMF頻道
2012年夏季，吳凱文、Ryan Higa、和Chester See一同合作新開了一個YouTube頻道: YOMYOMF, 希望連結YouTube和主流媒體。YOMYOMF的全名為You Offend Me You Offend My Family，為李小龍的經典名言。頻道中Chester和Ryan共同主持了Internet Icon ，吳凱文則主持了「KevJumba Takes ALL」，節目為凱文與不同的名人嘗試各式新奇的挑戰。